# Préfet (Guinée)
Pour les autres articles nationaux ou selon les autres juridictions, voir Préfet.
En Guinée, un préfet est un haut fonctionnaire de l'administration.
Il exerce généralement dans l'administration de l'État à l'échelon territorial au sein d'une préfecture et est issu de l'administration nationale et nommés par décret du pouvoir politique en place.
Le Préfet assure la tutelle de la commune et préside le comité préfectoral de développement (CPD). Le préfet et est au-dessus du sous-préfet et le sous-préfet est au-dessus des chefs de district.
Le corps préfectoral, c'est-à-dire les hauts fonctionnaires d'État qui ont pour rôle de faire respecter les lois, les règlements et les valeurs de la République, est composé de plus de 33 préfets.

## Statut, carrière, nomination

### Nomination, affectation
Un préfet est nommé et affecté à un poste territorial par décret signé du président de la République, en conseil des ministres, et sur la proposition du Premier ministre et du ministre de l'administration du territoire.

## Fonction

### Préfet
Le préfet est la représentation de l’État au niveau d'un département, d'une région. Il est chargé de la mise en œuvre des politiques publiques, son rôle va devenir l'organe de coordination des services de l'État et des politiques de l'État. Il a le pouvoir de contrôle de légalité des actes administratifs établis par les pouvoirs publics.